# Jakob Müller (Fußballspieler, 1917)
Jakob Müller (* 8. April 1917; † 20. oder 21. Jahrhundert) war ein deutscher Fußballspieler. Der Mittelfeld- und Abwehrspieler hat für den VfR Mannheim von 1946 bis 1952 in der Oberliga Süd 174 Punktspiele (1 Tor) bestritten. 1949 wurde er mit den „Monnemer Rasensportlern“ Deutscher Meister.

## Spielerkarriere

### Beginn und Unterbrechung
Der „Landwirt aus Lützelsachsen“, heute ein Stadtteil von Weinheim, belegte mit dem FV 09 Weinheim in der Saison 1938/39 den dritten Rang in der Bezirksklasse Unterbaden West. Als Wehrmachtsangehöriger geriet er im Zweiten Weltkrieg in Gefangenschaft und wurde nach Kanada in ein Internierungslager, das Camp 133, verbracht. Dort lernte er in der Folgezeit mit Philipp Henninger, Hermann Jöckel, Ernst Langlotz, Rudolf de la Vigne und Herbert Senck mehrere Mannheimer (Ausnahme „Bella“ de la Vigne) Fußballer kennen, die gemeinsam in Nordafrika in Gefangenschaft geraten waren und mit denen er im Lager häufig gemeinsam kickte. Ende des Jahres 1946 wurde er entlassen und fand schnell den Weg in die Quadratestadt zum VfR Mannheim, da er sich insbesondere mit Philipp Henninger im „Camp 133“ in Kanada angefreundet hatte. Dort traf er die einzelnen Mitgefangenen wieder und gemeinsam schnürten sie beim VfR die Fußballschuhe. Diese Gruppe von Spielern bekam schnell den Beinamen „die Kanadier“.

### Fortsetzung in der Oberliga
Der VfR Mannheim gehörte ab der Saison 1945/46 zur neugeschaffenen Oberliga Süd, bis zur Einführung der Bundesliga die höchste deutsche Spielklasse, und darin machte Jakob „Jackl“ Müller bald auf sich aufmerksam – eine beachtliche Leistung für jemanden, der überhaupt erst mit 29 Jahren im erstklassigen Ligafußball debütiert hatte. Seine erste Oberligapartie bestritt er vermutlich am 22. Dezember 1946, dem 13. Spieltag, bei einem 0:0-Heimremis gegen die SpVgg Fürth. Müller bildete dabei mit Henninger und Philipp Rohr die Läuferreihe des Gastgebers. Da mit Torhüter Hermann Jöckel (Januar 1947), de la Vigne (Juni 1947) und Kurt Keuerleber (Juli 1947) drei weitere Leistungsträger ihr Debüt in dieser Runde noch gaben, war trotz des 12. Ranges 1946/47 mit 35:41 Punkten die personelle Grundlage für die weitere sportliche Aufwärtsentwicklung der Rasensportler gelegt. Im zweiten Oberligajahr von „Jackl“ Müller, 1947/48, setzte sich der Trend fort, der VfR erreichte mit 43:33 Punkten den 8. Rang und dabei hatte sich die Torgefährlichkeit des neuen Angreifers Ernst Löttke mit 19 Toren ausbezahlt.
Am Ende der Spielzeit sorgte aber weniger das sportliche Geschehen als vielmehr die Währungsreform, also die Umstellung der wertlosen Reichsmark auf die DM am 21. Juni 1948, bei manchem Fußballklub für finanzielle Turbulenzen, denn obwohl der DFB den Status des „Vertragsspielers“ erst bei seiner Wiedergründung im Januar 1950 legalisierte, waren Oberligakicker auch vorher schon keine reinen Amateure mehr. Unter anderem um den Vereinen unter die Arme greifen zu können, war im Mai 1948 in Württemberg-Baden die staatliche Toto GmbH gegründet worden. Auf deren erstem Wettschein stand am 15./16. Mai 1948 das Mannheimer Derby zwischen dem SVW und dem VfR als Spiel 1 an oberster Stelle.

#### Fünf „Kanadier“ werden Deutscher Meister
Zur Saison 1948/49 glückte die weitere Verbesserung des Spielerkaders bei den Blau-Weiß-Roten mit den Zugängen Fritz Bolleyer, Ernst Langlotz (ein weiterer „Kanadier“) und Rudi Maier. Am siebten Hinrundenspieltag, den 31. Oktober 1948, gewann der VfR das Derby gegen den SV Waldhof vor 20.000 Zuschauern mit 2:1. Am 28. November remisierte der Gastgeber mit einem 1:1 gegen den klaren Tabellenführer Kickers Offenbach und war dabei im WM-System mit der spieltragenden Läuferreihe Müller, Keuerleber und Maier aufgelaufen. Die Oberligarunde beendete das Team von Trainer Hans Schmidt am 15. Mai 1949 mit einem Heimremis von 1:1 gegen den FC Bayern München als Vizemeister und war damit für die Endrunde um die deutsche Meisterschaft qualifiziert. „Jackl“ Müller war in 26 von 30 Rundenspielen aufgelaufen und Mittelstürmer Löttke hatte 16 Tore für den VfR erzielt.
Im Viertelfinale bezwang der möglicherweise unterschätzte VfR den Hamburger SV im Frankfurter Waldstadion sensationell hoch mit 5:0. Darin bewährte sich auch die offensive Ausrichtung, die Trainer „Bumbes“ seiner Mannschaft mit der einfachen Fußballweisheit näherbrachte: „Leute, nach vorn orientieren! Wenn der Ball in des Gegners Hälfte ist, dann kann bei uns kein Tor fallen“. Im Halbfinale bekam sein Team es mit den Offenbachern zu tun, gegen die man in der Oberliga zweimal remisiert hatte. Die Partie fand in der Gelsenkirchener Glückauf-Kampfbahn statt, und bereits nach acht Minuten stand das Endergebnis fest: Mit 2:1 Toren – 1:0 Löttke (1.), 1:1 Schreiner (3.), 2:1 de la Vigne (8.) – glückte Mannheim der überraschende Finaleinzug.
Auch gegen den Endspielgegner Borussia Dortmund galten die Nordbadener als Außenseiter. Der VfR hatte sich nahe dem Austragungsort Stuttgart in einem dreitägigen Trainingslager, für das die meist berufstätigen Kicker Urlaub nehmen mussten, extra auf dieses Spiel vorbereitet. An einem brütend heißen Julisonntag – das Spiel ging als „Stuttgarter Hitzeschlacht“ in die Annalen ein – konnte der VfR zweimal die Dortmunder Führung egalisieren, so dass die ca. 92.000 Zuschauer im überfüllten Neckarstadion (offiziell waren 89.420 Karten verkauft worden) für ihr Eintrittsgeld noch eine 30-minütige Zugabe erhielten. In der 108. Spielminute glückte Mittelstürmer Löttke der entscheidende Treffer zum 3:2, so dass die Kurpfälzer anschließend auch noch den überdimensionierten Siegerkranz auf mehreren Ehrenrunden durch die Sonnenglut tragen mussten.
Der VfR belohnte seine Endspielhelden mit einer Siegprämie von je 650 DM. Von den „Kanadiern“ standen außer dem 32-jährigen Jakob Müller auch noch Halbstürmer Langlotz, Torhüter Jöckel, Verteidiger Henninger und Spielmacher de la Vigne in der Meistermannschaft.

#### Erneute Endrundenteilnahme
In der Endrunde um die deutsche Meisterschaft im Sommer 1950 konnte der VfR als Tabellenvierter teilnehmen, da aus den Oberligen West und Süd sich in diesem Jahr je vier Mannschaften qualifizieren konnten. Zunächst trafen die Blau-Weiß-Roten in Gladbeck auf den Endspielgegner des Vorjahres; dank zweier Tore von de la Vigne fiel diesmal der Sieg über die Dortmunder Borussen (3:1) etwas leichter. In der in Frankfurt ausgetragenen Zwischenrundenpartie allerdings brachte der Torwart der gegnerischen Preußen Dellbrück, der spätere Nationalkeeper Fritz Herkenrath, die Stürmer des Titelverteidigers wiederholt zur Verzweiflung, ließ nur den Anschlusstreffer zum 1:2 zu und verhinderte damit, dass im Halbfinale vier süddeutsche Oberligisten den Kuchen alleine unter sich verteilten. Gegen Dortmund wie auch Dellbrück war „Jackl“ Müller als rechter Verteidiger aufgelaufen.
In den nächsten zwei Runden konnten die Mannheimer diese Erfolge nicht mehr wiederholen. Nach dem fünften Rang in der Saison 1951/52, Senior Müller hatte nochmals 29 von 30 Ligaspiele bestritten (1 Tor), beendete er mit dem Heimspiel am 6. April 1952 – zwei Tage vor seinem 35. Geburtstag – gegen den FC Bayern München (5:3) nach insgesamt 174 Oberligaeinsätzen für den VfR Mannheim (1 Tor) seine Aktivität bei den blau-weiß-roten Rasenspielern und unterschrieb für zwei Jahre beim Aufsteiger in die Südwestoberliga, dem FV Speyer.

### Ausklang
Mit dem Traditionsverein aus der alten Domstadt Speyer debütierte Müller am 24. August 1952, bei einer 0:2-Auswärtsniederlage gegen Borussia Neunkirchen, in der Oberliga Südwest. Bereits am dritten Rundenspieltag, den 7. September, führte ihn die Fahrt zum Auswärtsspiel an den „Betzenberg“ zum 1. FC Kaiserslautern. Dort agierte er als Mittelläufer und Chef der Abwehr und machte das Toreschießen dem erfolgsgewohnten FCK-Angriff um das Brüderpaar Fritz und Ottmar Walter bei einer 0:1-Niederlage sehr schwierig. Der Senior kam auf 29 Einsätze (1 Tor) und die Blau-Weißen vom legendären „Roßsprung“ erreichten mit dem 10. Rang den erhofften Klassenerhalt. Drei Tage nach seinem 37. Geburtstag, den 11. April 1954, beendete Jakob Müller bei einer 1:6-Auswärtsniederlage beim Absteiger VfR Kirn seine höherklassige Laufbahn als Oberligaspieler. Er hatte in seinem zweiten Jahr beim FV Speyer alle 30 Rundenspiele absolviert (1 Tor) und trat somit mit insgesamt 233 Oberligaeinsätzen und drei Toren als Oberligafußballer in den „Ruhestand“.

## Trainerkarriere
Jakob Müller hatte 1957 erfolgreich die Fußball-Lehrer-Ausbildung durchlaufen und blieb dem Fußball auch nach seiner Spielerkarriere verbunden: einige Jahre arbeitete er als Trainer. Er trainierte unter anderem die „Störche“ des Berliner SV 92, den 1. FC 01 Bamberg, VfB Coburg und von November 1963 bis November 1965 den FC Bayern Hof in der Regionalliga Süd.

## Sonstiges
Außerdem spielte er gelegentlich noch mit der 1949er Traditionsmannschaft des VfR Mannheim.